# LMP-2017
LMP-2017 – lekki moździerz piechoty produkcji Zakładów Mechanicznych Tarnów, kalibru 60 mm lub 61 mm.

## Historia
Zaprojektowany jako broń bezpośredniego wsparcia może być obsługiwany przez jednego żołnierza (normalna obsługa to dwóch żołnierzy). Zasięg ognia wynosi 100 do 1300 metrów, szybkostrzelność 25 strzałów na minutę bez poprawiania nastaw lub 10 strzałów na minutę przy poprawianiu wycelowania. Długość lufy wynosi 650 mm. Lufa wykonana jest ze stali, płyta oporowa z duraluminium, zamek z tytanu i aluminium, łoże i korpus z polimeru. Masa moździerza wynosi 6,6 kg. 
LMP-2017 ma celownik mechaniczny, a oprócz tego, w zależności od wersji, celownik cieczowy lub cyfrowy. 
Ze względów logistycznych, lufa moździerza i podziałka celownika zostały zaprojektowane jako wymienne. Początkowo montowana jest lufa kalibru 60 mm (59,4 mm), przystosowana do istniejącej polskiej amunicji Pluton-1. Po jej wyczerpaniu zastosowane zostaną lufy dostosowane do NATOwskiego standardu 61 mm (60,7 mm). Oprócz granatów odłamkowych O-LM60, o masie 2 kg, z jednym dodatkowym ładunkiem miotającym, osiągających donośność 1100 m, moździerz używa granatów O-LM60N z dwoma dodatkowymi ładunkami miotającymi, o donośności 1300 m. Używane są też granaty oświetlające S-LM60 o donośności 700 m.
Moździerz przeznaczony głównie dla jednostek Wojsk Obrony Terytorialnej, w grudniu 2018 podpisano umowę na dostarczenie 780 sztuk do 2022 roku. Jest następcą moździerzy LM-60K i LRM vz. 99 ANTOS. Pierwsze 150 sztuk dostarczono w 2019 roku, w 2020 roku 204 sztuki, w 2021 roku 294 sztuki i ostatnie z tego zamówienia w 2022 roku 132 sztuki.
Wersją moździerza jest cięższa wersja LMP-2017M, z dłuższą lufą (865 mm), w klasycznym układzie z dwójnogiem i płytą oporową, będący następcą moździerza LM-60D. Jego donośność wynosi do 3000 m, z zastosowaniem celownika optycznego. Moździerz ponadto może być używany jako komandoski, bez dwójnogu i z inną płytą oporową, z wykorzystaniem celownika cyfrowego, do prowadzenia ognia na odległość do 1500 metrów.
W lutym 2022 roku nieujawnioną oficjalnie liczbę moździerzy LMP-2017 przekazano Ukrainie (szacowana na 100 sztuk z ponad 1500 granatami), gdzie wkrótce nastąpiło ich pierwsze użycie bojowe podczas rosyjskiej inwazji na Ukrainę.

## Użytkownicy
- Polska
- Ukraina – Około 100 moździerzy oraz 1500 sztuk amunicji.